# Bundesbeauftragte für die Stasi-Unterlagen
De Bundesbeauftragte für die Stasi-Unterlagen (officieel: Bundesbeauftragte für die Unterlagen des Staatssicherheitsdienstes der ehemaligen Deutschen Demokratischen Republik, afgekort BStU) is een overheidsinstantie in Duitsland die verantwoordelijk is voor het archiveren en ontsluiten van de documenten van de Stasi, de geheime dienst van de voormalige DDR.

## Geschiedenis en doel
Het initiatief tot de oprichting van deze instelling kwam van burgercomités ten tijde van die Wende in 1989. Toen duidelijk werd wat de omvang was van het archief en dat ook veel informatie over West-Duitse politici was opgeslagen probeerde de West-Duitse politiek in juni 1990 de openstelling van het archief te verhinderen. Op 24 augustus 1990 nam de Volkskammer echter een Stasi-Unterlagen-Gesetz aan, waarmee de toegang tot de Stasi-archieven werd geregeld. Op 2 oktober 1990 stelde de Volkskammer Joachim Gauck aan als directeur. Op 29 december 1991 trad in het verenigde Duitsland de Stasi-Unterlagen-Gesetz (StUG) in werking. Die wet was door de Bondsdag met een grote meerderheid aangenomen en moest ervoor zorgen dat iedereen van wie de Stasi een dossier had aangelegd, dit dossier kon inkijken. De uitvoering van de wet werd toevertrouwd aan de BStU.
De Stasi-archieven omvatten 111 km aan dossiers. Er werken 1650 mensen die in 2010 alleen al bijna 90 duizend aanvragen afhandelden van burgers die hun dossier wilden inzien -sinds 1992 hebben ruim 2,5 miljoen personen een aanvraag ingediend om hun dossier in te zien. Daarnaast zijn er de aanvragen van wetenschappers en journalisten en van (overheids)instanties die hun personeel natrekken op een Stasi-verleden.
In 2000 kwam Helmut Kohl onder vuur te liggen in een CDU-steekpenningenaffaire. In de Stasi-archieven bleek daarover materiaal voorhanden. Kohl probeerde openbaarmaking van de gegevens te blokkeren en wist na diverse processen op 8 maart 2002 definitief te bereiken dat de BStU deze gegevens niet mocht openbaren. Hierna werd in september 2002 een wetswijziging aangenomen die bepaalde dat de archieven alleen nog gebruikt mochten worden voor onderzoek naar de Stasi en de DDR en dat degenen van wie gegevens werden opgevraagd van tevoren hun toestemming moesten geven.
Vanwege de lange naam van de instantie wordt de BStU vaak aangeduid met de naam van de directeur: de Gauck-Behörde (1990-2000), de Birthler-Behörde (2000-2011) en momenteel de Jahn-Behörde.

## Reconstructie Stasi-dossiers
De BStU bewaart ongeveer vijftienduizend zakken vol met snippers van verscheurde dossiers van de Oost-Duitse geheime dienst. In elke zak zitten ongeveer vierduizend bladzijden. Na de val van de Muur in november 1989 vernietigden Stasi-medewerkers duizenden, eventueel belastende, dossiers. Oost-Duitse burgerrechtenactivisten wisten de vijftienduizend zakken, met naar schatting zeshonderd miljoen snippers, veilig te stellen.
Al sinds 1995 probeert een werkgroep van de BStU verscheurde Stasi-dossiers met de hand te reconstrueren. Tot nu toe hebben de werknemers vierhonderd zakken met snippers hersteld tot ruim 900.000 bladzijden. In dat tempo zou het nog ongeveer vijfhonderd jaar duren voordat alle dossiers hersteld zijn. Er is een nieuw computerprogramma dat de verscheurde Stasi-dossiers kan herstellen: de ePuzzler, ontwikkeld door het Fraunhofer Institut. Het programma scant de snippers en koppelt die vervolgens op basis van kleur en grootte aan elkaar. Ook aan de manier waarop een document doormidden is gescheurd, kan het programma snippers aan elkaar koppelen.

## Directeuren
| Ambtstermijn | Naam              | Geboren |
| ------------ | ----------------- | ------- |
| 1990-2000    | Joachim Gauck     | °1940   |
| 2000-2011    | Marianne Birthler | °1948   |
| 2011-        | Roland Jahn       | °1953   |